# Alan Hovhaness
Alan Hovhaness (* 8. März 1911 als Alan Vaness Chakmakjian in Somerville, Massachusetts; † 21. Juni 2000 in Seattle) war ein US-amerikanischer Komponist armenisch-schottischer Abstammung.

## Leben
Hovhaness wurde auf den Namen Alan Vaness Chakmakjian getauft. Seine Eltern waren der armenischstämmige Haroutioun Hovanes Chakmakjian, Chemieprofessor am Tufts College, und Madeleine Scott, Amerikanerin mit schottischen Vorfahren. Ab 1931 verwendete er den Zunamen „Hovaness“ in Erinnerung an seinen Großvater väterlicherseits und änderte ihn offiziell etwa 1940 zu „Hovhaness“. Der junge Alan zeigte früh musikalisches Interesse und begann bereits als Siebenjähriger zu komponieren. Zu Beginn der 1930er-Jahre studierte er am New England Conservatory of Music bei Heinrich Gebhard (Klavier) und Frederick Converse (Komposition). 1934 besuchte er den von ihm bewunderten Jean Sibelius in Finnland, der wenig später Taufpate seiner Tochter werden sollte.
Etwa ab 1940 befasste er sich intensiv mit armenischer Kultur und Musik; damals wirkte er als Organist an der St. James Armenian Apostolic Church in Watertown (Massachusetts). In dieser Zeit vernichtete er eine Vielzahl bis dahin entstandener Kompositionen. 1942 gewann er für die Meisterklasse von Bohuslav Martinů in Tanglewood ein Stipendium. Allerdings erlitt Martinů kurz zuvor einen schweren Unfall, der es ihm unmöglich machte, seinen Lehrverpflichtungen nachzukommen. Stattdessen leiteten Aaron Copland und Leonard Bernstein das Kompositionsseminar. Während einer Aufnahme von Hovhaness’ 1. Sinfonie (Exile Symphony) unterhielt sich Copland fortwährend lautstark, und nach Abschluss der Aufnahme bemerkte Bernstein: I can’t stand this cheap ghetto music. (Ich kann diese billige Ghettomusik nicht ertragen). Hovhaness war frustriert und verließ Tanglewood bereits während seines Stipendiums wieder. In der Folgezeit widmete er sich vermehrt armenischen Themen, insbesondere den für armenische Musik typischen Modi. Unterstützung erhielt er etwa durch John Cage und Martha Graham, während er weiterhin als Kirchenorganist tätig war.
Lou Harrison beurteilte 1945 ein Konzert, bei dem auch Hovhaness’ Klavierkonzert Lousadzak gespielt wurde:

“There is almost nothing occurring most of the time but unison melodies and very lengthy drone basses, which is all very Armenian. It is also very modern indeed in its elegant simplicity and adamant modal integrity, being, in effect, as tight and strong in its way as a twelve-tone work of the Austrian type. There is no harmony either, and the brilliance and excitement of parts of the piano concerto were due entirely to vigor of idea. It really takes a sound musicality to invent a succession of stimulating ideas within the bounds of an unaltered mode and without shifting the home-tone.”

„Die meiste Zeit passiert fast nichts, abgesehen von Unisono-Melodien über sehr langen Bordun-Bässen, was sehr armenisch wirkt. Es ist zugleich sehr modern in seiner eleganten Schlichtheit und unverrückbaren modalen Einheit und in seiner Art ebenso überzeugend wie eine Zwölftonkomposition nach Art der Wiener Schule. Es gibt keine harmonischen Ereignisse und die Brillanz und teils heftigen Ausbrüche des Klavierkonzerts stehen in völligem Einklang mit der Ausdruckskraft der Idee. Es bedarf in der Tat einer fundierten Musikalität, um eine anregende Ideenfolge innerhalb der Grenzen eines unveränderten Modus zu entwickeln und dies ohne Änderung der Grundtonart.“

Allerdings gab es weiterhin auch kritische Stimmen:

“The serialists were all there. And so were the Americanists, both Aaron Copland’s group and Virgil’s. And here was something that had come out of Boston that none of us had ever heard of and was completely different from either. There was nearly a riot in the foyer [during intermission] – everybody shouting. A real whoop-dee-doo.”

„Alle Serialisten waren da. Und natürlich auch die Amerikanisten, die Anhänger von Aaron Copland und Virgil Thomson. Und dann gab es noch etwas, das von Boston gekommen war, was noch niemand von uns jemals gehört hatte und sich von allem anderen komplett unterschied. Im Foyer gab es fast einen Aufstand (während der Pause), alles schrie herum. Ein wahres Tohuwabohu.“

Ab 1948 lehrte Hovhaness für drei Jahre am Boston Conservatory. Ab 1951 widmete er sich nahezu völlig der Komposition. 1954 schrieb er die Partitur zum Broadwaystück The Flowering Peach von Clifford Odets, und danach zwei Partituren für NBC-Dokumentationen.

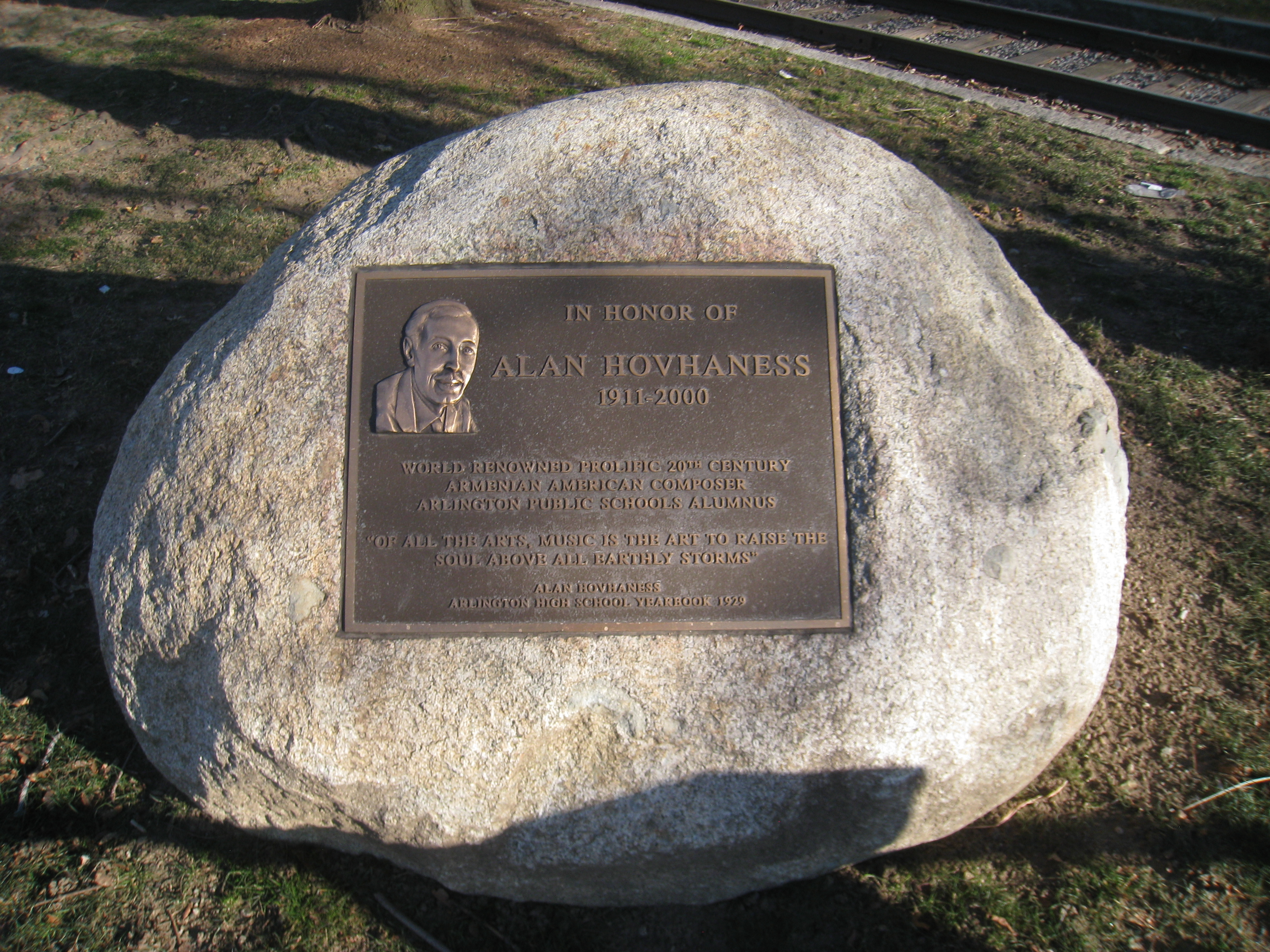
Gedenkstein in Arlington (Massachusetts)

Seinen bis dahin größten Erfolg bildete 1955 die Uraufführung seiner 2. Sinfonie Mysterious Mountain, die Leopold Stokowski in Auftrag gegeben hatte, durch die Houston Symphony. Im gleichen Jahr veröffentlichte MGM Records Aufnahmen mehrerer seiner Werke. 1956 bis 1958 unterrichtete Hovhaness Komposition an der Eastman School of Music.
1959 bis 1963 unternahm Hovhaness eine Reihe von Forschungsreisen nach Indien, Hawaii, Japan und Südkorea, um die Musiktraditionen dieser Länder kennenzulernen. Anfang der 1970er-Jahre übersiedelte er endgültig nach Seattle, nachdem er 1966/67 bereits Composer-in-Residence der Seattle Symphony gewesen war. Der Ausbruch des Mount St. Helens 1980 inspirierte ihn zu einer gleichnamigen Sinfonie (die Nr. 50, zu seinen bekannteren Werken zählend).
1977 wurde er in die American Academy of Arts and Letters gewählt.

## Werk
Alan Hovhaness’ Musik erschließt sich auch dem nicht vorgebildeten Zuhörer und entfaltet ihre Wirkung besonders durch eine häufig kontemplativ-mystisch erscheinende Grundhaltung, einen hohen Anteil repetitiver Elemente und choralartig-feierliche Kulminationen. Sie integriert die Musik vieler Kulturen und greift neben europäischen Einflüssen (die etwa in der Verwendung von Kirchentonarten oder fugierten Passagen zum Ausdruck kommen) beispielsweise armenische Modi und Elemente asiatischer Musikkulturen auf. Trotz gelegentlicher atonaler oder vereinzelt auch dodekaphonischer Experimente fühlte sich Hovhaness der Tonalität verpflichtet.
Sein Werkkatalog umfasst über 500 Kompositionen, darunter 67 Sinfonien. Zu den wichtigsten Werken zählen:

### Klavierwerke
- Ghazal No. 1 op. 36 No. 1
- Komachi op. 240
- Piano Sonata Prospect Hill op. 346
- Shalimar op. 177

### Kammermusik
- Firdausi op. 252, für Klarinette, Harfe und Schlagzeug
- Sonata for 2 Bassoons (or Violoncello and Bassoon) op. 266
- Sonata for Oboe and Bassoon op. 302
- Sonata for Harp op. 127
- Sonata for Harp and Guitar Spirit of Trees op. 374
- Sonata for Viola solo op. 423
- String Quartet No. 1 op. 8
- String Quartet No. 2
- String Quartet No. 3
- String Quartet No. 4 The Ancient Tree
- Suite for English Horn and Bassoon op. 21
- Suite for Oboe and Bassoon op. 23
- Suite for Violoncello and Piano op. 193
- Tumburu op. 264 No. 1, für Klaviertrio
- Upon Enchanted Ground op. 90 No. 1, für Flöte, Violoncello, gigantisches Tam-Tam und Harfe
- Varuna op. 264 No. 2, für Klaviertrio
- Yakamochi op. 193 No. 2, für Violoncello solo
- Chahagir op. 56a, für Viola solo

### Werke für Orchester
- And God Created Great Whales op. 229 (1970)
- Armenian Rhapsody No. 1 op. 45
- Armenian Rhapsody No. 2 op. 51
- Armenian Rhapsody No. 3 op. 189
- Concerto for Cello and Orchestra op. 17 (1936)
- Concerto for Guitar and Orchestra op. 325
- Concerto for Harp and Strings op. 267
- Concerto for Violin and String Orchestra No. 2 op. 89 (1957)
- Concerto No. 10 for Piano, Trumpet and Strings op. 413
- Fantasie Auf Japanische Holzdrucke op. 211, für Xylophon und Orchester
- Fra Angelico op. 220 (1967)
- Khrymian Hairing op. 49, für Trompete und Orchester
- Kohar op. 66 No. 1
- Symphony No. 2 Mysterious Mountain op. 132 (1955)
- Symphony No. 5 op. 170 (1953; rev. 1963)
- Symphony No. 6 Celestial Gate
- Symphony No. 9 St. Vartan op. 180 (1949–50)
- Symphony No. 15 Silver Pilgrimage op. 199 (1962)
- Symphony No. 22 City of Light op. 236 (1970)
- Symphony No. 24 Letters In The Sand op. 273 (1973)
- Symphony No. 38 op. 314, für Orchester mit Koloratur-Sopran und Solo-Flöte
- Symphony No. 50 Mount St. Helens op. 360 (1982)
- Symphony No. 66 Hymn To Glacier Peak op. 428
- Tzaikerk op. 53, für Violine, Flöte, Percussions und Streicher (1945)

### Werke für Blasorchester
- 3 Improvisations for Band op. 248 Nr. 2 (1952)
  1. Impromptu On A Bansri Tune
  2. Impromptu On A Bengal Tune (My Boat Is on Land)
  3. Impromptu On A Pakistan Lute Tune
- 5 Fantasies for Brass Choir op. 70 (1967)
- Canzona And Fugue for Brass op. 72 (1967)
- Concerto No. 3 Diran, the Religious Singer, für Euphonium (1948)
- Hymn To Yerevan op. 83, für Symphonisches Blasorchester
- Requiem And Resurrection for Brass Ensemble op. 224 (1968)
- Return And Rebuild The Desolate Places – Konzert für Trompete und Symphonisches Blasorchester (1959)
- Sharagan and Fugue for Brass Choir op. 58, für 2 Trompeten, Horn in F, Bariton, Tuba (1947)
- Suite for Band op. 15, für Blasorchester (1948)
- Tapor (processional) op. 14, für Blasorchester (1948)
- Tower Music (suite), für 9 Bläser (Flöte, Oboe, Klarinette, Fagott, 2 Trompeten, Horn, Posaune und Tuba) (1955)
- Symphony No. 4 op. 165, für Symphonisches Blasorchester (1958)
  1. Andante (hymn & fugue)
  2. Allegro (Dance-trio-dance).
  3. Andante espressivo (hymn & fugue)
- Symphony No. 7 Nanga Parvat op. 178, für Symphonisches Blasorchester (1959)
  1. Con ferocita
  2. March
  3. Sunset
- Symphony No. 14 Ararat op. 194, für Symphonisches Blasorchester (1960)
- Symphony No. 17 for Metal Instruments op. 203, für 6 Flöten, 3 Posaunen und 5 Percussions (1963)
- Symphony No. 20 Three Journeys To A Holy Mountain op. 223, für Symphonisches Blasorchester (1968)
- Symphony No. 23 Ani op. 249, für Symphonisches Blasorchester (1972)
- Symphony No. 53 Star Dawn op. 377, für Symphonisches Blasorchester (1983)

Hovhaness komponierte außerdem zahlreiche geistliche Werke, darunter Magnificat op. 157 (1958). Häufiger gespielt, z. T. in Bearbeitung, wird auch Prayer of St. Gregory op. 62b (1946), für Trompete und Streicher (Zwischenspiel aus der – Manuskript gebliebenen – Oper Etchmiadzin).